# Cintio Vitier
Cintio Vitier, né le 25 septembre 1921 à Key West (Floride) et mort le 1er octobre 2009 à La Havane, est un poète, essayiste, critique, conférencier et enseignant cubain.